# Čilpah
Čilpah este o localitate din comuna Mokronog - Trebelno, Slovenia, cu o populație de 37 de locuitori.